# Smithville Flats
Smithville Flats est une census-designated place du comté de Chenango, dans l'État de New York, aux États-Unis,. En 2020, elle compte une population de 303 habitants.